# Exechonella verrucosa
Exechonella verrucosa is een mosdiertjessoort uit de familie van de Exechonellidae. De wetenschappelijke naam van de soort is, als Coleopora verrucosa, voor het eerst geldig gepubliceerd in 1927 door Ferdinand Canu en Ray Smith Bassler.